# Echthromyrmex platypterus
Echthromyrmex platypterus är en insektsart som beskrevs av Mclachlan 1867. Echthromyrmex platypterus ingår i släktet Echthromyrmex och familjen myrlejonsländor. Inga underarter finns listade i Catalogue of Life.